# هوارد کبل
هوارد کبل (به انگلیسی: Howard Coble) نمایندهٔ حوزه انتخابیه ششم کارولینای شمالی از حزب جمهوری‌خواه ایالات متحده آمریکا در مجلس نمایندگان ایالات متحده آمریکا است که برای نخستین‌بار در ۴ ژانویه ۱۹۸۵ میلادی به‌عضویت این مجلس درآمد.